# Imamat du Fouta-Djalon
Pour les articles homonymes, voir Imamat (homonymie).
1725–1896
Entités suivantes :
- Guinée française

L'imamat du Fouta-Djalon ou royaume de Fouta-Djalon était un État théocratique d'Afrique de l'Ouest, situé dans les hauts plateaux du Fouta-Djalon de l'actuelle Guinée. Fondé en 1725 par un djihad mené par les Peuls, l'imamat est le premier État théocratique peul et fut incorporé à l'Afrique-Occidentale française en 1896.

## Histoire

### Origines
Le Fouta-Djalon est colonisé par les semi-nomades peuls au fil des générations, qui se succèdent entre le XIIIe et XVIe siècles. Au début, ils sont un peuple traditionaliste appelé Pular, nom à partir de laquelle la langue tient son nom. Au XVIe siècle, un afflux de musulmans de l'Empire peul du Macina change le tissu de la société.
Comme dans le royaume du Fouta-Toro plus tard, le musulman et le traditionaliste vivent côte-à-côte. Puis, selon les récits traditionnels, une guerre sainte éclate au XVIIe siècle. 
La tradition enseigne que les Malinkés islamisés prirent une part importante à la guerre sainte aux côtés des marabouts Peuls. Peu avant la bataille de Talasan, ce sont les Dioulas, ou marchands Malinkés, qui se rendirent en Sierra Leone pour y acheter des fusils au compte de l'armée musulmane. Ces armes à feu firent la différence et assurèrent le succès aux combattants de la foi. C'est dans le Fodé Hadji que se recrutèrent les contingents malinkés qui se battirent pour le djihad. La création de cette province fait droit à la participation des non-Peuls à la guerre sainte.
En 1725, les musulmans prennent le total contrôle du Fouta-Djalon après la bataille de Talansan, puis mettent en place le premier des nombreux États théocratiques peuls à venir.
En 1743, Alfa Ibrahima Sambégou convoqua un congrès qui se réunit à Timbi-Touni chez le doyen des Karamokobés. Tous les marabouts combattants y répondirent. Ce congrès portait sur les résultats de la guerre sainte organisée dans chaque province, l'organisation politique et administrative du pays, la désignation des chefs des provinces , le choix d'un chef suprême du Fouta-Djallon, l'alfa.
Ibrahim est nommé alfa sans concurrent, et premier almamy (roi ou empereur) de l'imamat du Fouta-Djalon situé à l'est de Timbo, au-delà du fleuve Bafing une région peuplé de Malinkés musulmans et de quelques Foula . 
Constatant qu'une unification du pays sous un seul commandement serait irréalisable, en raison de son étendue, le congrès décida la division du Fouta en neuf provinces ou diiwés.
À la mort de Alfa Ibrahima en 1751, iIbrahim Sory lui succède. Il consolide le pouvoir de l'État islamique.
Le modèle théocratique du Fouta-Djalon inspirera plus tard le royaume peul du Fouta-Toro.

### Déroulement de l’événement inaugural
Avant la réunion de l'assemblée, Alfa Mamadou Cellou demanda au doyen Thierno Souleymane d'organiser un hémicycle en réservant au centre une place spéciale. Il suggéra discrètement à Alfa Ibrahima Sambégou d'arriver le dernier sur le lieu de réunion. Quand tous les marabouts prirent place dans l'hémicycle, Alfa Ibrabima Sambégou arriva et aussitôt Alfa Mamadou Cellou l'invita à prendre la place du centre, la seule qui restait inoccupée. D'emblée, il fut considéré comme l'élu du congrès. Ainsi, après les discussions sur les divers points de l'ordre du jour, son élection comme chef suprême du Fouta se déroula sans objection. Il fut appelé Karamoko Alfa.
Les membres du congrès se rendirent immédiatement à Fougoumba pour procéder à la consécration du chef suprême.
Le couronnement se déroula dans la cour de la mosquée de cette ville. Alfa Mamadou Sadio, chef du diiwal, fut chargé de ce travail. Chaque diiwal fournit un turban blanc en bande de coton, long de quatre coudées. Il ceignait autour de la tête de Karamoko Alfa les neuf turbans en commençant par celui de Timbo.
Après avoir mis le dernier turban, Alfa Mamadou Sadio fit la déclaration suivante :  Par la volonté de Dieu, le Très Haut, l'Unique dont Mohamed est le Prophète, nous te nommons et sacrons chef suprême du Fouta-Djallon, composé de neuf diiwe. Nous te devons tous respects, obéissance, nous, nos familles et les habitants. Ces turbans sont les symboles du commandement qui t'est confié.
Karamoko Alfa fit alors asseoir tous les marabouts devant lui et à tour de rôle, ceignit la tête de chacun d'eux d'un turban de même genre. Quand il eut fini, il déclara : Au Nom de Dieu et par Sa Volonté, je te fais Alfa du diwal de... Tout le monde devra t'obéir, te respecter et te considérer comme son maître. 

### Titres
Après la clôture du congrès, chaque chef fut autorisé à choisir le titre qui lui convient.
Les almamys de Bhouria, de Timbi-Touni et de Koyin prirent le titre de Thierno et ceux de Labé, de Fougoumba, de Kébâli et de Kollâdhe choisirent le titre d'Alpha. Le Fodé-Hadji, qui était en réalité une annexe de Timbo, fut confié provisoirement à Ibrahima Sory, cousin d'Alfa Ibrahima Sambégou.

### Organisation
Le nouvel imamat du Fouta-Djalon observe strictement la loi islamique avec une autorité centrale dans la ville de Timbo. L'imamat contient neuf provinces appelées diwe, qui jouissent toutes un certain degré d'autonomie : Timbo, Timbi, Labè, Koin, Kolladhè, Fugumba, Kèbaly, Fodé Hadji et Bhouria. La réunion des chefs de ces diwe à Timbi décide de présenter Alfa Ibrahim de Timbo au titre de premier Almamy du Fouta-Djalon avec comme résidence la ville de Timbo. Cette dernière devient alors la capitale de Fouta-Djalon jusqu'à l'intégration de force dans l'empire colonial français.
L'objectif de la constitution de cet imamat est de convaincre les communautés locales de se convertir à l'islam. L'imamat devient une puissance régionale par la guerre et la négociation. En tant qu'État souverain, il traite avec la France monarchiste puis impériale, et d'autres puissances européennes avec diplomatie, tout en défendant la réalisation artistique et littéraire dans l'enseignement islamique.
Après qu'Ibrahim Sori soit mort en 1784, ses fils et ceux d'Alfa Ibrahim s'engagent dans une lutte pour la succession. Le fils d'Ibrahim Sori, Sadu, est assassiné vers 1797 par les partisans du fils d'Alfa Ibrahim, Abdoulaye Badema. Les musulmans du Fouta-Djalon se divisent en factions. La faction cléricale prend le nom d'Alfayya en tant que partisane de l'héritage d'Alfa Ibrahim, tandis que la faction laïque s'appelle le Soriyya en mémoire d'Ibrahim Sori.
Les deux factions concluent un accord sur une alternance à la tête du pouvoir entre les dirigeants des deux factions. Les dirigeants des deux villes, Timbo et Fugumba, ont la même ascendance. Ensuite, le titre d'Almamy est toujours disputé entre les descendants de Alfa Ibrahim (Alfayya) et Ibrahima Sori Mawdho (Soriyya).

### Dominance
L'imamat du Fouta-Djalon devient une société multiethnique et multilingue, gouvernée par le musulman Fulɓe et soutenue par de puissantes armées d'esclaves libres. Le Fulɓe du Fouta-Djalon et du Fouta-Toro peuvent profiter de la croissance du commerce des esclaves avec les Européens sur la côte, en particulier avec les Français et les Portugais.
À la fin du XIXe siècle, le Fuuta Jaloo est une de ces formations où le système esclavagiste constituait le fondement même de la société.
Fouta-Djalon et Fouta-Toro fournissent également des céréales, du bétail et les autres biens de leurs voisins européens. Par la suite, l'almamy exige des cadeaux en échange de droits commerciaux, et pourrait imposer sa volonté avec une armée bien équipée. En 1865, Fouta-Djalon soutient l'invasion du Kaabu, entraînant sa disparition à la bataille de Kansala en 1867.

### Déclin
Les Français commencent à faire des incursions dans la région en capitalisant sur ses luttes internes. En 1896 ils battent le dernier almamy du Fouta-Djalon, Boubacar Biro Barry, à la bataille de Porédaka.